# Полиция Сомали
Поли́ция Сомали́ (сомал. Ciidanka Booliska Soomaaliya, араб. قوة الشرطة الصومالية‎) — система государственных служб и органов в Сомали. Находится в ведении министерства обороны государства.

## История
Полиция Сомали была создана в 1960 году, в её основу вошли полицейские силы двух бывших колоний: Британского Сомалиленда и Итальянского Сомали. В колониальное время сомалийцы составляли сержантский состав полиции, а европейцы служили офицерами.
В 1976 году министерство внутренних дел было упразднено, а полиция Сомали стала одним из подразделений министерства обороны.
В эпоху Сиада Барре для того, чтобы попасть в полицию, нужно было пройти серьёзный отбор. Только отличники боевой и стрелковой подготовки могли стать полицейскими.

## Задачи
Полиция Сомали призвана осуществлять надзор за соблюдением законов государства, выраженных в конституции, и обеспечивать личную безопасность населения страны. Как и у большинства других полицейских структур в мире, в её обязанности входит борьба с преступностью, регулирование движения на дорогах, управление и обеспечение общественной безопасности.